# Miniophyllodes sikorai
Miniophyllodes sikorai is een vlinder uit de familie spinneruilen (Erebidae). De wetenschappelijke naam is voor het eerst geldig gepubliceerd in 1975 door Viette.
De soort komt voor in tropisch Afrika.